# La Femme Musketeer
La Femme Musketeer (Ned: De vrouwelijke musketier) is een Franse-Engelse film uit 2004 van Steve Boyum. Het verhaal is losjes gebaseerd op de boeken van Alexandre Dumas père en vertelt meer over een nieuwe generatie musketiers.
Michael York geeft weer gestalte aan D'Artagnan, net zoals hij dat eerder deed in de films The Three Musketeers (1973), The Four Musketeers en The Return of the Musketeers. De film is echter geen vervolg op de eerder genoemde, al sluit het verhaal er wel op aan.

## Verhaal
Het is 1660 en D'Artagnan leeft wat teruggetrokken op zijn landgoed. Daar leert hij zijn enige dochter Valentine de knepen van het zwaardvechten. Valentine wil zich ook aansluiten bij de musketiers, maar omdat ze een vrouw is, bestaat de mogelijkheid daar niet voor. Ze laat zich niet van de wijs brengen, en krijgt het onder andere aan de stok met Kardinaal Mazarin. Samen met Gaston en Claude vormt ze een nieuwe generatie drie musketiers, om daarmee onrecht te bestrijden.

## Rolverdeling
- Gérard Depardieu: Kardinaal Mazarin
- Michael York: D'Artagnan
- Nastassja Kinski: Lady Bolton
- Susie Amy: Valentine D'Artagnan
- John Rhys-Davies: Porthos
- Kristina Krepela: Maria Theresa
- Christopher Cazenove: Athos
- Casper Zafer: Gaston
- Allan Corduner: Aramis
- Freddie Sayers: Koning Lodewijk
- Marcus Jean Pirae: Villeroi
- Clemency Burton-Hill:  Marie Mancini